# نصرت‌لی (بولوادین)
نصرت‌لی (به ترکی استانبولی: Nusratlı) یک منطقهٔ مسکونی در ترکیه است که در بولوادین واقع شده‌است.